# PetSmart
PetSmart est une entreprise américaine qui fait partie de l'indice NASDAQ-100.

## Historique
En décembre 2014, PetSmart est acquise par BC Partners pour un montant qui s'élève à 8.7 milliards de dollars.